# Јаков Поље
Јаков Поље (хрв. Jakov Polje) је насељено место у саставу града Нови Винодолски, Приморско-горанска жупанија, Хрватска.

## Историја
До територијалне реорганизације у Хрватској било је у саставу старе општине Цриквеница.

## Становништво
У попису становништва из 2011. године, Јаков Поље је имало 17 становника.
| Број становника према пописима | Број становника према пописима | Број становника према пописима | Број становника према пописима | Број становника према пописима | Број становника према пописима | Број становника према пописима | Број становника према пописима | Број становника према пописима | Број становника према пописима | Број становника према пописима | Број становника према пописима | Број становника према пописима | Број становника према пописима | Број становника према пописима | Број становника према пописима |
| ------------------------------ | ------------------------------ | ------------------------------ | ------------------------------ | ------------------------------ | ------------------------------ | ------------------------------ | ------------------------------ | ------------------------------ | ------------------------------ | ------------------------------ | ------------------------------ | ------------------------------ | ------------------------------ | ------------------------------ | ------------------------------ |
| 1857                           | 1869                           | 1880                           | 1890                           | 1900                           | 1910                           | 1921                           | 1931                           | 1948                           | 1953                           | 1961                           | 1971                           | 1981                           | 1991                           | 2001                           | 2011                           |
| 387                            | 1.922                          | 402                            | 248                            | 238                            | 255                            | 225                            | 190                            | 147                            | 132                            | 90                             | 66                             | 48                             | 30                             | 25                             | 17                             |

Напомена: Исказивано под именом Крмпоте (Свети Јаков) од 1857. до 1900, Крмпоте од 1910. до 1931, Крмпоте-Свети Јакова 1948, Свети Јаков-Поље 1953. и 1961. и Јаков-Поље од 1971. Садржи податке за насеља Биле 1869. и 1880, Лука Крмпотска 1857. и 1869, Подмелник 1869. и део података 1857. и 1880, Рушево Крмпотско 1869. и део података 1857, и Дринак, Јаворје, Сибињ Крмпотски, Смоквица Крмпотска и Забуковац 1869. Садржи и податке за некадашња насеља Дубрава Крмпотска, Старо Село и Вукелић Драга, која су до 1948. исказивана као насеља, а за некадашње насеље Поље које је 1880. исказано као насеље.